# Крюгер, Барбара
Барбара Крюгер (англ. Barbara Kruger; род. 26 января 1945, Ньюарк, Нью-Джерси, США) — американская художница и дизайнер, яркая представительница постмодернистского движения 1980-х. 
В своих концептуальных работах трансформировала приёмы плакатной типографики и дадаистских коллажей. Исследует существующие каналы прямого воздействия на сознание, распространённые в журнальной, наружной, телевизионной и интернет-рекламе. Стремится выработать своего рода «антидот» против назойливого консьюмеризма, пропитавшего визуальное поле современной цивилизации.

## Биография
Начальная карьера художницы была связана с журнальными издательствами, и складывалась весьма успешно: это были такие издания, как «Mademoiselle» (англ.) (где она работала художественным редактором), «Дом и сад» (англ.).
В середине 70-х Крюгер увлеклась текстилем; она делала версии свободно висящих шпалер, в русле опытов польской художницы Магдалены Абаканович. 1977 годом датировано обращение Крюгер к прославившим её печатным формам .
Наиболее запоминающиеся работы Крюгер — это шелкографическим способом напечатанные чёрно-белые, заимствованные из популярных журналов фотографии, в «тело» которых вживлены краткие и чёткие, как удар хлыста, текстовые комментарии, набранные, как правило, шрифтом Футура (чаще белым по красному). В применяемой художницей строгой палитре, ограниченной красным, белым и чёрным, а также в обращении к контрастной шрифтовой графике чувствуется влияние эстетики русских конструктивистов, в частности Александра Родченко.

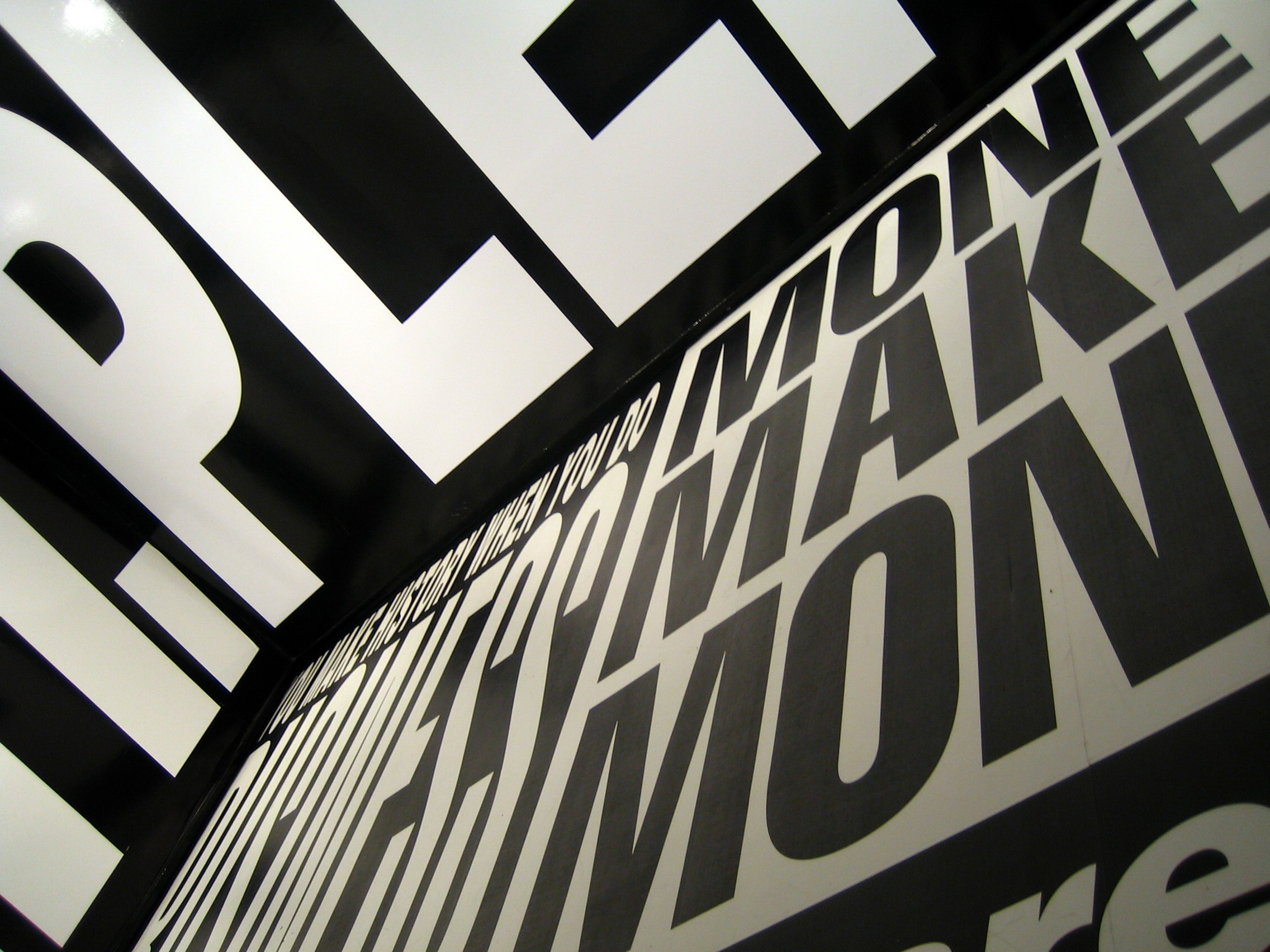
Масштабная инсталляция Барбары Крюгер
в Австралийском центре современного искусства—ACCA, Мельбурн

Постмодернистские приёмы, используемые Барбарой Крюгер (выявление сложных социальных стереотипов, переворачивание с ног на голову укоренённых в массовом сознании клише, и т. д.), довольно скоро выявили её сторонников в интеллектуальной среде (по большей части состоящей из мужчин), связанной с журналами October, Art in America (англ.) . С другой стороны, заявленная в работах Барбары Крюгер активная социальная позиция сближала её с лагерем художниц-феминисток, проявившихся, в основном, на рубеже 70-х—80-х годов, таких как:
- Мириам Шапиро[англ.] (англ.) р. 1923
- Джуди Чикаго, р. 1939 (автор термина «феминистское искусство»)
- Кароли Шниман[англ.] (англ.) р. 1939
- Шерри Левин[англ.] (англ.) р. 1947
- Синди Шерман, р. 1954
- Ивонна Райнер, р. 1934, хореограф
- группа анонимных активисток Герилья Гёрлз.

Броские, «фирменные» работы Крюгер нашли своё место не только в пространствах музеев и на страницах многочисленных изданий, посвящённых её творчеству, но и на рекламных щитах, на модных куртках, на городских автобусах .

## Видео
- ART21 (2018) — 7 мин 20 с
- Лекция Ирины Кулик в «Гараже» (2015) — 20 мин
- Экспозиция «Circus» (2010—2011)  — 3 мин. 30 с Кунстхалле Шрин (нем.), Франкфурт (аудиокомментарии художницы) (англ.)
- Паблик Арт в Нижнем Манхэттене (2010) — 1 мин 20 с // речовки на заборах, на мостах и эстакадах, на крышах и мостовых.